# Irene Bustamante
Irene Bustamante Rojas es un bailarina, coreógrafa y modelo chilena.

## Biografía
Irene Bustamante es una bailarina y coreógrafa chilena, reconocida internacionalmente por su contribución significativa al mundo de la danza y el teatro. Es egresada como Intérprete Superior en Danza de la Facultad de Artes de la Universidad de Chile, y ha destacado por su participación en diversas compañías y proyectos a nivel global. Domina el francés y el español, lo que ha facilitado su colaboración en proyectos internacionales.
Irene Bustamante inició su formación en danza en la Universidad de Chile, donde se destacó como una estudiante sobresaliente del departamento de danza desde 1983 hasta 1993. Durante este periodo, fue beneficiaria de la beca Presidente de la República y formó parte del Ballet Juvenil de la Facultad de Artes de la misma universidad.
En Europa, es bailarina en videos musicales y modelos para Cacharel, así como coreógrafa para proyectos internacionales (en Francia, España, Alemania, Suiza).
En 2001 regresa a Chile y funda su compañía, con la que se suceden las actuaciones de ballet. Durante el mismo período colabora en el segundo álbum de Era.
En 2007 y en 2008 aparece en Bailando con las estrellas (TVN) como bailarina profesional, con Francisco Reyes, con el cual gana la competición, y Sergio Vargas. También participa como profesora en el reality show Cabaret burlesque (TVN, 2012/2013).
Entre sus obras coreográfica: Cabaret, El musical (Teatro Municipal de las Condes), La Pérgola de las Flores (Gira nacional), El Mago de OZ (Teatro municipal de Las Condes), La novicia Rebelde (Teatro Nescafé de las Artes). Desde 2014, dirige la obra El Viaje de Perséfone, favorecida por el Fondart, en la cual a través del mito de Perséfone cuenta las estaciones del año, la ciclicidad de la vida y la naturaleza. En 2015 lleva un baile, en conjunto con la Universidad de los Andes, por el Concierto de Navidad en el Parque Araucano. En 2016, lleva la obra musical Al Ritmo del Universo al Teatro de San Joaquín.
- **1994-1995:** Se integró a la compañía independiente de danza teatro Roberta Léger en París.
- **1995-1999:** Participó en la compañía de danzas tradicionales africanas dirigida por George Momboye, actuando en los espectáculos "Kamanda" y "Waaticera".
- **1996-2007:** Fue bailarina estable en el elenco del destacado coreógrafo francés Kamel Ouali en París.
- **1999-2012:** Destacó como bailarina solista en el espectáculo francés ERA de UNIVERSAL MUSIC FRANCE, participando en giras internacionales y en producciones cinematográficas.
Contribuciones en Chile
- **2007:** Protagonizó el documental "Monógamo Sucesivo" sobre la poesía de Gonzalo Rojas, dirigido por Pablo Basulto.
- **Desde 2008:** Fundó y dirige la compañía artística independiente CASSIS, con la que ha llevado a cabo giras internacionales y montajes de relevancia nacional. El elenco CASSIS está conformado por ex bailarines del Ballet Nacional Chileno BANCH y Ballet de Santiago.
- **2015-2016:** Sus montajes de danza y teatro familiar recibieron premios FONDART regional.
- **2017-2023:** Ha sido coreógrafa y directora de escena para conciertos navideños masivos y gratuitos organizados por El Teatro Municipal de Las Condes y U Andes.
Logros y reconocimientos
A lo largo de su carrera, Irene Bustamante ha recibido múltiples reconocimientos por su trabajo y contribución al arte de la danza. Entre ellos, destacan los premios FONDART regional y su selección como coreógrafa y gestora artística en proyectos destacados.
2015 Recibe premio FONDART regional 2015 con su montaje de danza y teatro familiar “El viaje de Perséfone”, obra que obtiene del Consejo Nacional de la Cultura y las Artes la distinción de proyecto destacado. Este montaje realiza temporada en Teatro Mori Parque Arauco, Matucana 100, festival FAMFEST y más de treinta funciones en doce comunas de la Región Metropolitana.

2016 recibe premio FONDART regional para circular en comunas de la Región Metropolitana alejadas del centro con su obra para público familiar “Al Ritmo del Universo”. A la fecha ha realizado más de 50 representaciones en colegios públicos y privados de la Región Metropolitana.

Ese mismo año estrena su obra “La Estrella de Navidad” con la cual ha girado por más de quince comunas de la Región Metropolitana de Stgo. entregando el espectáculo de manera gratuita para la comunidad.
Teatro
Enlista los montajes teatrales y musicales más destacados en los que ha trabajado, incluyendo "Cabaret", "El Mago de Oz", y "La novicia Rebelde".